# Іоасаф (Губень)
Іоасаф Губень (справжнє ім'я Губень Петро Іванович; нар. 8 квітня 1961, Кути, Черкащина, УРСР) — російський релігійний діяч в Україні, єпископ філії РПЦ (РПЦвУ) з титулом «Васильківський вікарій Київської митрополії».
Наближений до російського патріарха Кирила, виправдовував російську агресію, вихваляв захоплення українських територій, зберігав у єпархії антиукраїнські матеріали.
2023 року засуджений за розпалювання міжрелігійної ворожнечі.

## Життєпис
Народився у побожній українській родині, закріпаченій комуністичним колгоспом. 1990-го вступив до Київської духовної семінарії, а 1992 перейшов до навчального закладу, який контролювала Московська патріархія. 1994 прийнятий до Київської духовної академії РПЦ.
- 10 листопада 1994 — помічник інспектора КДАіС РПЦ МП.
- 28 липня 1995 — у Свято-Покровському жіночому монастирі Києва митрополитом Харківським і Богодухівським Никодимом (Руснаком) поставлений на диякони.
- 9 листопада 1997 — єпископом Житомирським і Новоград-Волинським Гурієм висвячений у сан священика.
- 27 березня 1998 — в Дальніх печерах Києво-печерської лаври проректором КДАіС архімандритом Митрофаном (Юрчуком) (нині — митрополит Луганський і Алчевський за версією Москви) пострижений у чернецтво з ім'ям Іоасаф на честь святителя Іоасафа Бєлгородського.
- 1998 — після закінчення Київської духовної академії і захисту дипломної роботи на тему «Церковно-історичне значення Помісного собору РПЦ 1917—1918 рр.» залишений викладачем гомілетики у КДС.
- 17 квітня 2000 — призначений старшим помічником інспектора КДАіС.
- 8 червня 2000 — Митрополитом Володимиром Сабоданом (УПЦ МП) зведений у сан архімандрита.
- 1 серпня 2000 року призначений благочинним храму Київської духовної академії і семінарії на честь Різдва Пресвятої Богородиці.
- 2002 — захистив кандидатську дисертацію на тему «Історія виникнення й розвитку антитринітарного напряму у вченнях древніх і сучасних сектантських течій». Згодом ніс послух викладача канонічного права та порівняльного богослов'я у КДАіС.
- Рішенням синоду УПЦ московського патріархату від 9 лютого 2006 став членом комісії з відновлення діалогу з УАПЦ.
- 31 березня 2006 — доцент кафедри канонічного права КДА.
- 22 січня 2007 — настоятель парафії Свято-Воскресенського кафедрального собору Києва (УПЦ МП).
- 14 грудня 2007 — єпископ Новокаховським і Бериславським.
- 10 лютого 2011 — єпископ Кіровоградським і Новомиргородським.
- 9 липня 2012 року — возведений в сан архієпископа.
- 17 серпня 2017 року за богослужінням в Успенському соборі Києво-Печерської Лаври Блаженнішим Митрополитом Київським і всієї України Онуфрієм возведений в сан митрополита.

## Погляди
22 травня 2022 року, на 88-й день широкомасштабної війни РФ проти України, привітав московського патріарха Кіріла з іменинами. У листі до нього повторював пропагандистські фрази про «один народ», про «Святу Русь» та надію на «виконання трудів на благо» РПЦ, яку він назва Матір'ю Церквою.
22 жовтня 2022 року у житлі Петра та інших керівників РПЦвУ на Кіровоградщині було проведено обшуки СБУ, було виявлено численні проросійські матеріали пропагандистського напрямку та листування з Кирилом Гундяєвим.
23 листопада 2022 року звільнений від керування Кіровоградською єпархією РПЦвУ.

## Розслідування
11 травня 2023 року суд виніс обвинувачення Губеню за ч. 2 ст. 28 та ч. 1 ст. 161 ККУ (порушення рівності громадян залежно від їх расової, національної, регіональної належності, релігійних переконань, інвалідності та за іншими ознаками, вчинене за попередньою змовою групою осіб). Враховуючи співпрацю зі слідством, суд призначив їм три роки позбавлення волі з іспитовим терміном два роки, а також заборонив на рік займати посади керівників релігійних управлінь та єпархій.

## Нагороди
- Орден преподобного Сергія Радонезького II ступеня (2011 рік)[10]